# Tim Holt

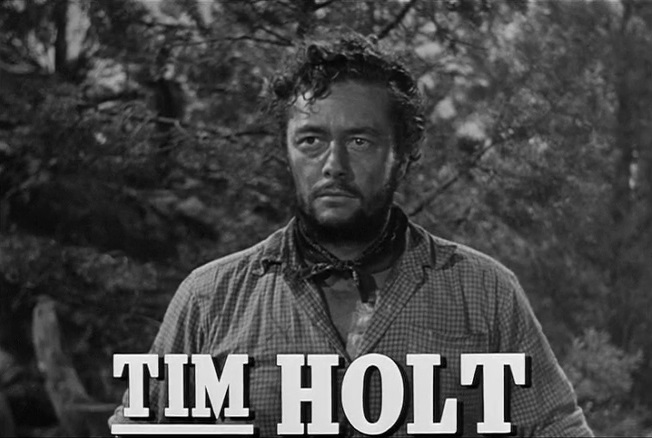
Presentación de Tim Holt en el avance de El tesoro de Sierra Madre (1948).

Charles John Holt III (5 de febrero de 1919 - 15 de febrero de 1973), más conocido como Tim Holt, fue un actor cinematográfico estadounidense.

## Inicios
Su verdadero nombre era Charles John Holt III. Nació en Beverly Hills, California. Sus padres eran el actor Jack Holt y su esposa, Margaret Woods. Fue mandado a estudiar a la Academia Militar Culver, en Culver, Indiana, en la cual se graduó en 1936, yendo inmediatamente después a Hollywood, para dedicarse al negocio del cine. Tras cinco papeles menores, en 1938, a los 19 años, Holt tuvo uno importante junto a la estrella Harry Carey en The Law West of Tombstone. Fue la primera de numerosas películas Western que hizo a lo largo de los años cuarenta. Al mismo tiempo, su hermana, Jennifer Holt, también se convertía en una estrella del género Western.

## Trabajo en el cine
Tim Holt tuvo uno de los principales papeles en la película de Orson Welles The Magnificent Ambersons (El cuarto mandamiento - Los magníficos Amberson - Soberbia) (1942). Su carrera se interrumpió al año siguiente, pues participó en la Segunda Guerra Mundial, volando en el teatro del Pacífico con las Fuerzas Aéreas del Ejército de los Estados Unidos a bordo de un bombardero B-29, siendo condecorado por su participación. Volvió al cine tras la guerra, interpretando a "Virgil Earp" junto a Henry Fonda ("Wyatt Earp") en el western de John Ford My Darling Clementine (Pasión de los fuertes). El siguiente papel para el que fue elegido es probablemente el más recordado de todos los interpretados por él, en una película en la que su padre tenía una pequeña intervención. Se trata de la interpretación de "Bob Curtin", junto al "Fred C. Dobbs" de Humphrey Bogart, en la película de John Huston El tesoro de Sierra Madre, rodada en 1946. Holt hizo otros cuatro western antes de que "El tesoro de Sierra Madre" se estrenara en 1948. Hasta 1952 hizo dos docenas más de western, momento a partir del cual la popularidad del género empezó a declinar. Estuvo ausente de las pantallas durante cinco años, hasta que protagonizó en 1957 una película de terror de poco éxito. En los siguientes catorce años únicamente apareció en dos películas más de baja calidad.

## Vida familiar y fallecimiento
Estuvo casado con Alice Harrison, con Virginia Ashcroft y con Birdee Stephens. Con esta última se casó en 1952, y permanecieron juntos hasta la muerte de Holt, en 1973, a los 54 años. Falleció por un cáncer óseo en Shawnee, Oklahoma, donde dirigía una emisora de radio. Fue enterrado en el cementerio Memory Lane en Harrah, Oklahoma.
En 1991 Tim Holt fue ingresado póstumamente en el Western Performers Hall of Fame del National Cowboy & Western Heritage Museum de Oklahoma City, Oklahoma.